# Siegbert Horn
Siegbert Horn (11. května 1950 Schönewalde – 9. srpna 2016) byl východoněmecký vodní slalomář, kajakář závodící v kategorii K1.
Na mistrovstvích světa získal tři zlaté (K1 – 1971, 1975; K1 družstva – 1973), dvě stříbrné (K1 – 1973; K1 družstva – 1971) a jednu bronzovou medaili (K1 družstva – 1975). Na Letních olympijských hrách 1972 zvítězil v individuálním závodě K1.